# Pseudoeurycea mystax
Pseudoeurycea mystax es una especie de anfibio caudado (salamandras) de la familia Plethodontidae. Es endémica de la Sierra Mixe de Oaxaca, México.

## Clasificación y descripción de la especie
Es una salamandra de la familia Plethodontidae del orden Caudata. Es de talla mediana, alcanza una longitud de 5 cm. Sus extremidades son relativamente cortas. Los machos y hembras tienen protuberancias nasolabiales bien desarrolladas. El quinto dedo del pie es muy corto debido a la pérdida de la falange externa. La coloración de fondo del dorso es gris con numerosos puntos negros. Su cola presenta algunos puntos negros, pero son más notorios unas manchas grandes blancas.

## Distribución de la especie
Endémica de México, se conoce solo para la localidad tipo en San Pedro y San Pablo Ayutla en la Sierra Mixe en Oaxaca.

## Hábitat
Vive en bosque de pino-encino a los 2,100 m.s.n.m. Su hábitat natural son los montanos húmedos.

## Estado de conservación
Se considera como Amenazada (Norma Oficial Mexicana 059) y en Peligro de Extinción en la Lista Roja de la UICN debido a la destrucción de su hábitat.